# Вопросительный знак
Вопроси́тельный знак (?) — знак препинания, ставится обычно в конце предложения для выражения вопроса или сомнения.
Встречается в печатных книгах с XVI века, однако для выражения вопроса он закрепляется значительно позже, лишь в XVIII веке.
Начертание знака происходит от латинских букв q и o (лат. quaestio — поиск ответа). Изначально писали q над o, которые затем трансформировались в современное начертание.
Может сочетаться с восклицательным знаком для обозначения удивления («?!»; по правилам русской пунктуации первым пишется вопросительный знак) и с многоточием («?..»; от символа многоточия остаются только две точки).

## Употребление и аналоги в других языках
- в некоторых языках, например, в испанском, также используется перевёрнутый вопросительный знак (¿, U+00BF), который ставится в начале фразы в дополнение к обычному вопросительному знаку в конце. Например: ¿Qué tal? (с исп. — «Как дела?»)
- во французском языке вопросительный знак, как и некоторые другие знаки пунктуации, отделяется от слова пробелом, например: Qu’est-ce que tu dis ? (с фр. — «Что ты говоришь?»)
- в арабском языке и в языках, использующих арабскую графику (например, персидском), вопросительный знак пишется наоборот (؟ — U+061F).
- в греческом и церковнославянском языках используется перевёрнутый вопросительный знак: точка ставится вверху, а «завиток» внизу. Вопросительный знак выглядит как символ точка с запятой «;»: ;[2].
- особый вопросительный знак (՞), стоящий над интонационно выделенным вопросительным словом, используется в армянском языке (см. армянская пунктуация); в конце вопросительных предложений используется, как и в конце повествовательных и восклицательных предложений, двоеточие (аналог точки).

## В компьютерах
- в шаблонах команд различных операционных систем обычно знак «?» обозначает любой символ.
- в операционных системах Microsoft Windows в имени файла запрещено использование служебного символа «?».
- в некоторых диалектах языка Бейсик знак «?» является альтернативной записью команды PRINT.
- во многих языках программирования знак «?» является символом тернарного оператора.

## Вшахматах
- В шахматах вопросительный знак (?) после записи хода означает слабый ход; два вопросительных знака (??) — очень слабый ход. Вопросительный знак можно сочетать с восклицательным знаком: ?! — сомнительный, рискованный ход; !? — ход, заслуживающий внимания.